# 萨伦施泰因

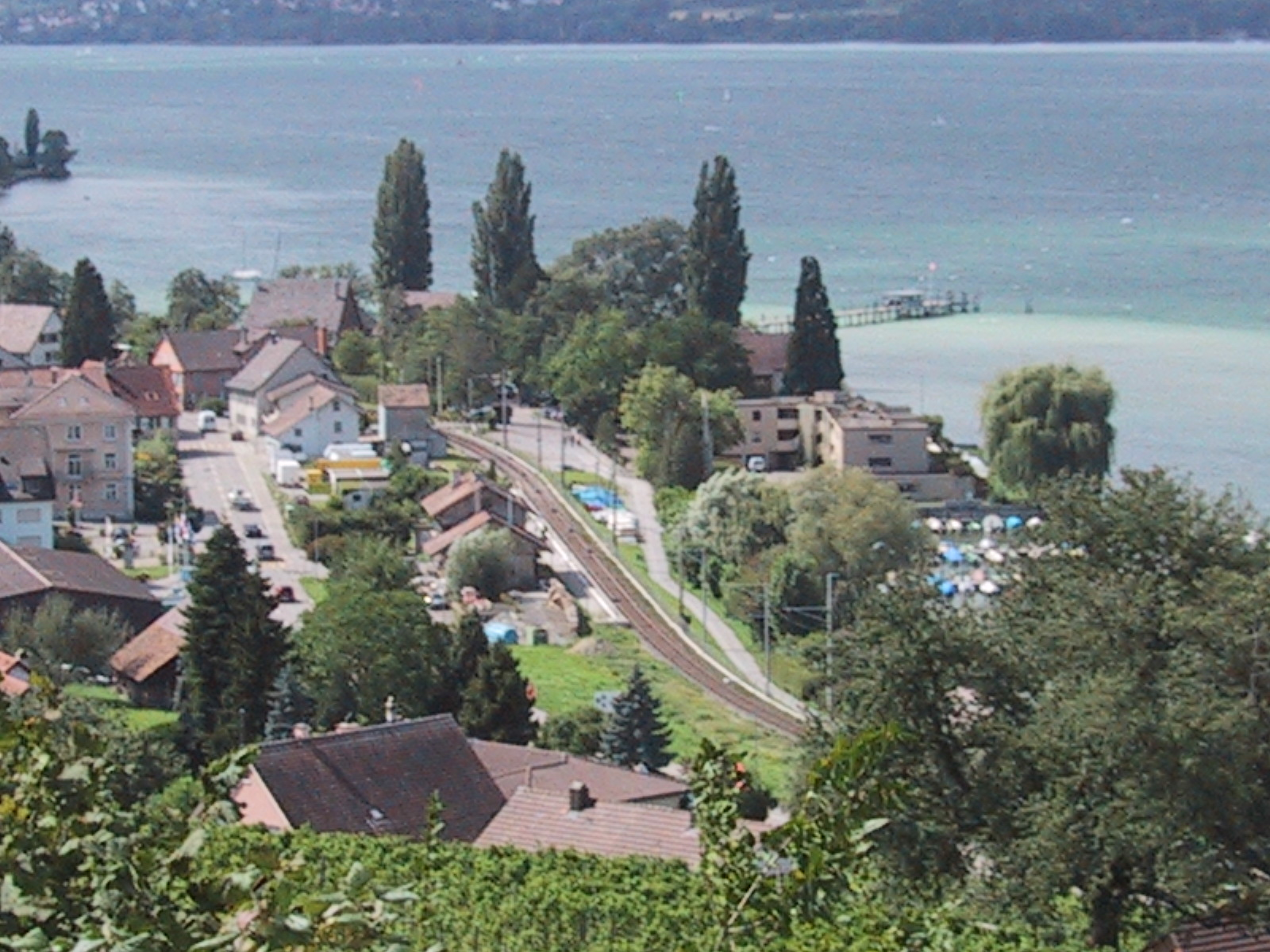

薩倫斯泰因是瑞士的城鎮，位於該國東北部，由圖爾高州負責管轄，面積6.54平方公里，海拔高度400米，2012年人口1,260，一半人口信奉基督教，人口密度每平方公里193人。